# Церковь Святой Рипсиме (Горис)
Церковь Святой Рипсиме (арм. Սուրբ Հռիփսիմե եկեղեցի) — Армянская Апостольская церковь, однонефная базилика построенная в 1776 году. Церковь расположена в городе Горис Сюникской области Армении.

## Архитектура
Церковь представляет собой однонефное базиличное сооружение, имеет два входа, с западной и южной сторон, четыре окна, по одному на восточной и западной стенах и два других на южной стене. С северной стороны строения есть два помещения, вход в одно из них - изнутри церкви, это комната была хранилищем. Вход в другое помещение снаружи, с западной стороны. Наличие печи внутри помещения говорит о том, что она служила резиденцией духовенства. Стены церкви выложены необработанным базальтом. Рамы входов и окон, угловые участки стен и единственная внутренняя арка облицованы искусно обработанным базальтом. Позже они были оштукатурены изнутри и снаружи известковым раствором.
Учитывая характерные черты эпохи, по приблизительным подсчетам, церковь датируется XVII веком, также, на южном входе церкви обнаружена надпись следующего содержания: «ЦЕРКОВЬ ПОСВЯЩАЕТСЯ СЫНУ ПАГРА МЕЛИКУ ОГАНУ ГОД 1776» (арм. ՅԻՇԱՏ(Ա)Կ Է ԵԿԵՂԵՑԻՍ ՊԱՂԸՐԻ ՈՐԴԻ ՄԵԼԻՔ ՕՀԱՆԻՆ ԹՎ(Ի)Ն ՌՄԻԵ). Таким образом, надпись сообщает не только, в чью память построена церковь, но и подтверждает дату постройки, а именно 1776 год. Сам Мелик Оган был инициатором строительства церкви.

## Раскопки
В 2010 году в результате археологических раскопок вокруг церкви выяснилось, что она не имеет грунтового анкера, а стены построены прямо на скале. Также был обнаружен ряд деталей, связанных с построением церкви. Эти детали, найденные при раскопках (базальтовый камень прямоугольной формы, украшенный равнобедренным крестом, фрагмент арочного крыльца, два базальтовых камня с одинаковым орнаментом, базальтовый камень с хорошо обработанной гладью) указывают на то, что здесь в ранний период была церковь, которая со временем разрушилась и на её месте построили новую. Подобные камни есть и в строении церкви, которые, по мнению некоторых специалистов, датируются VII-VIII веками.

## Галерея

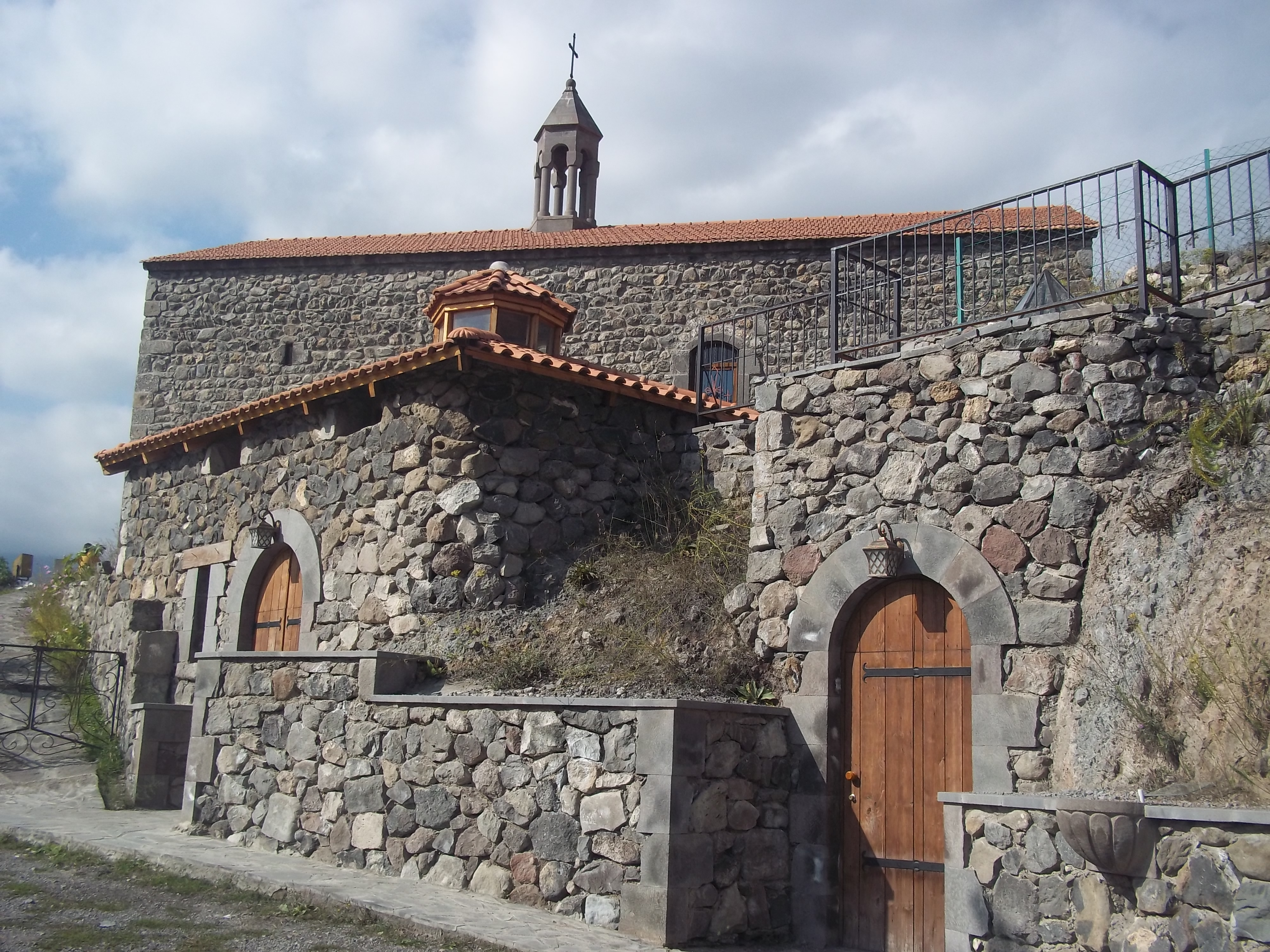
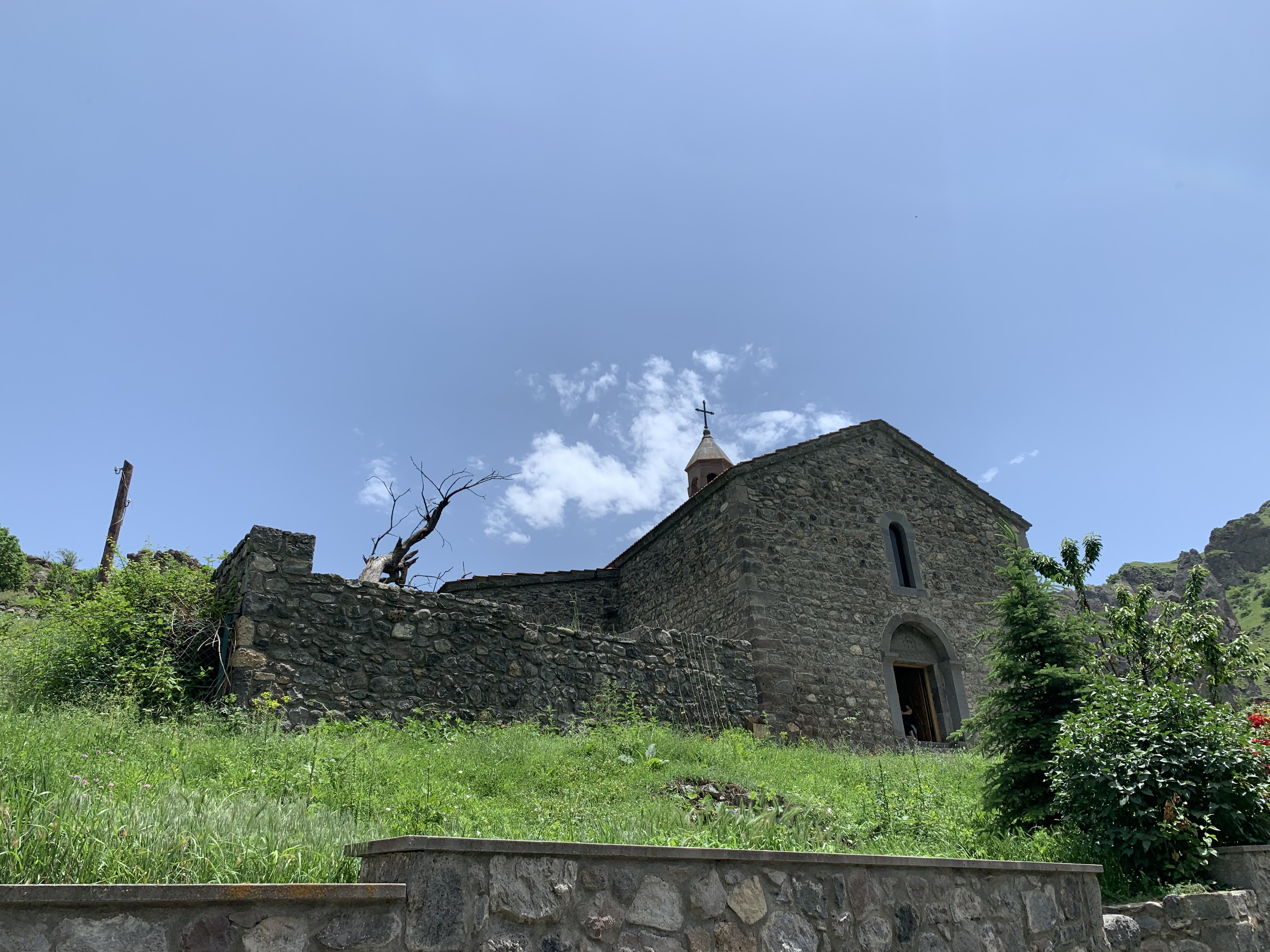
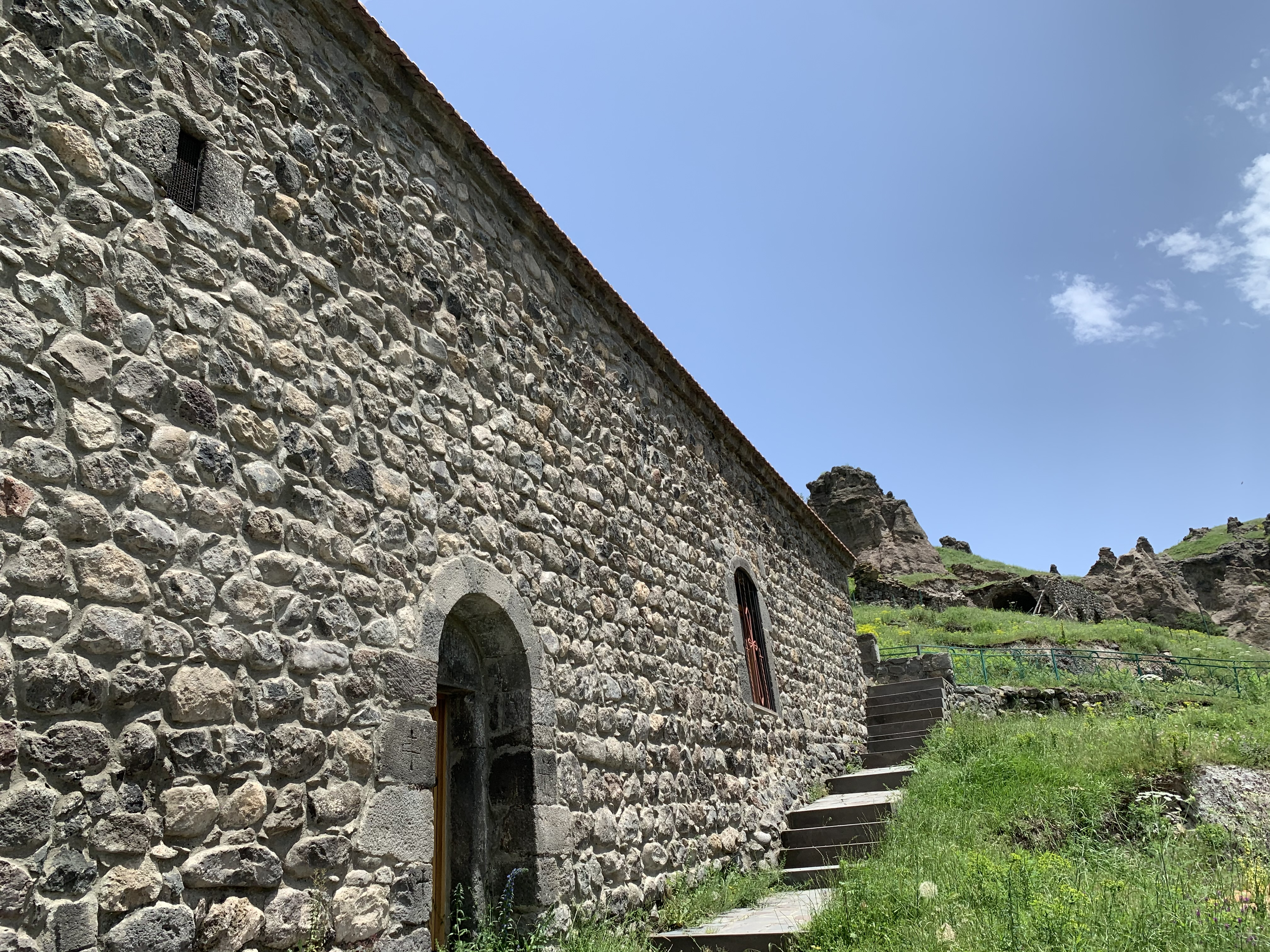
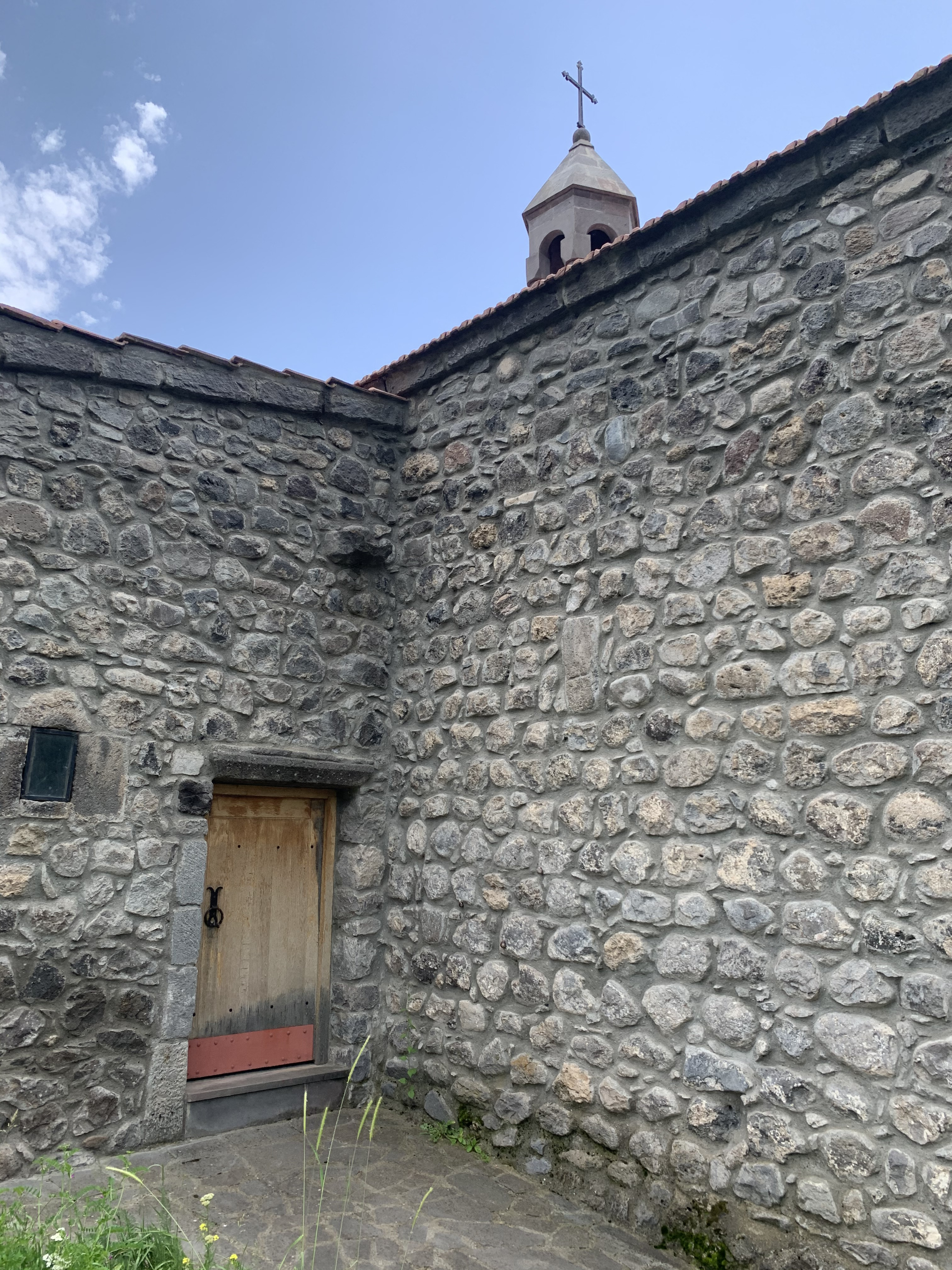
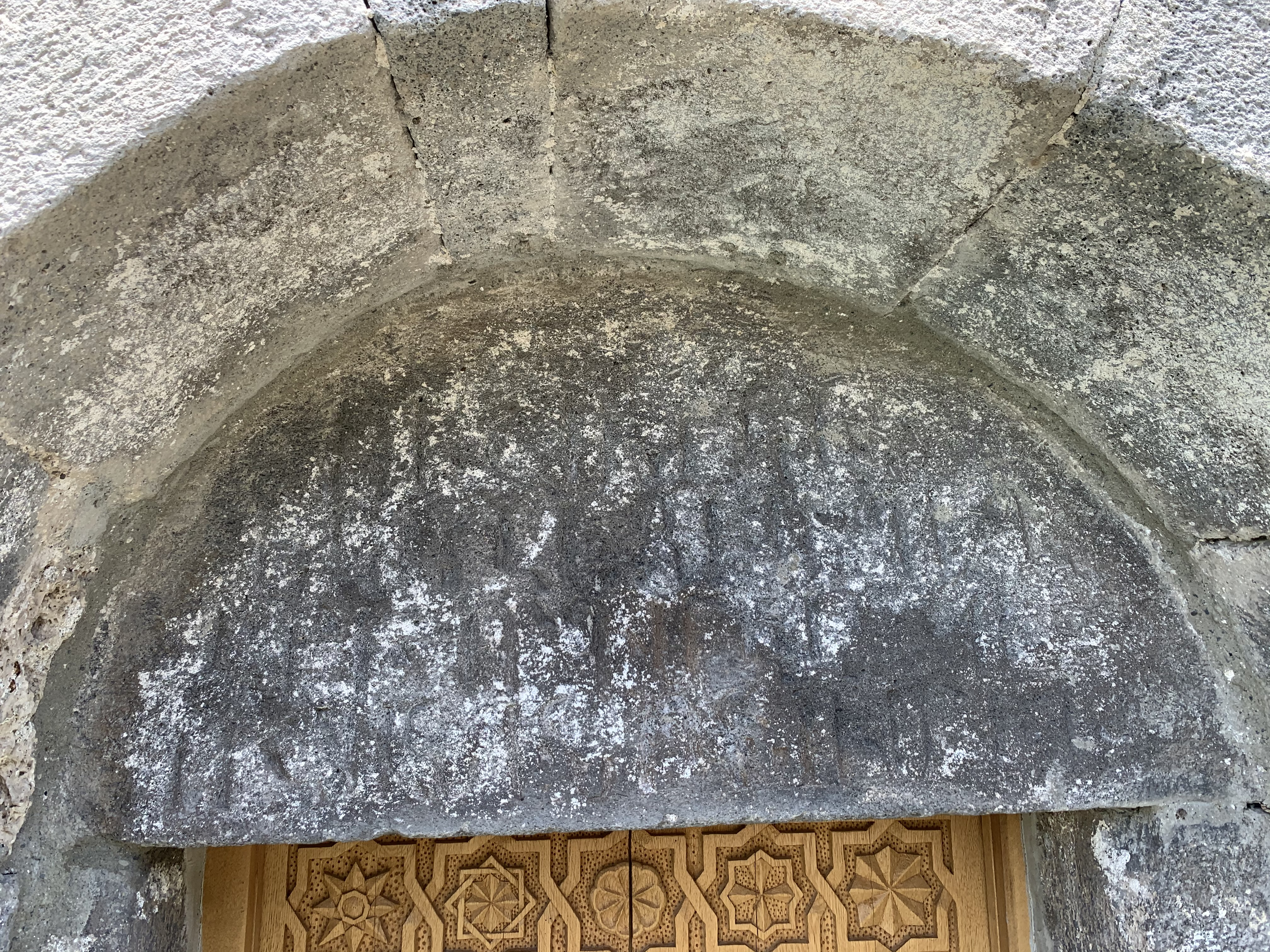
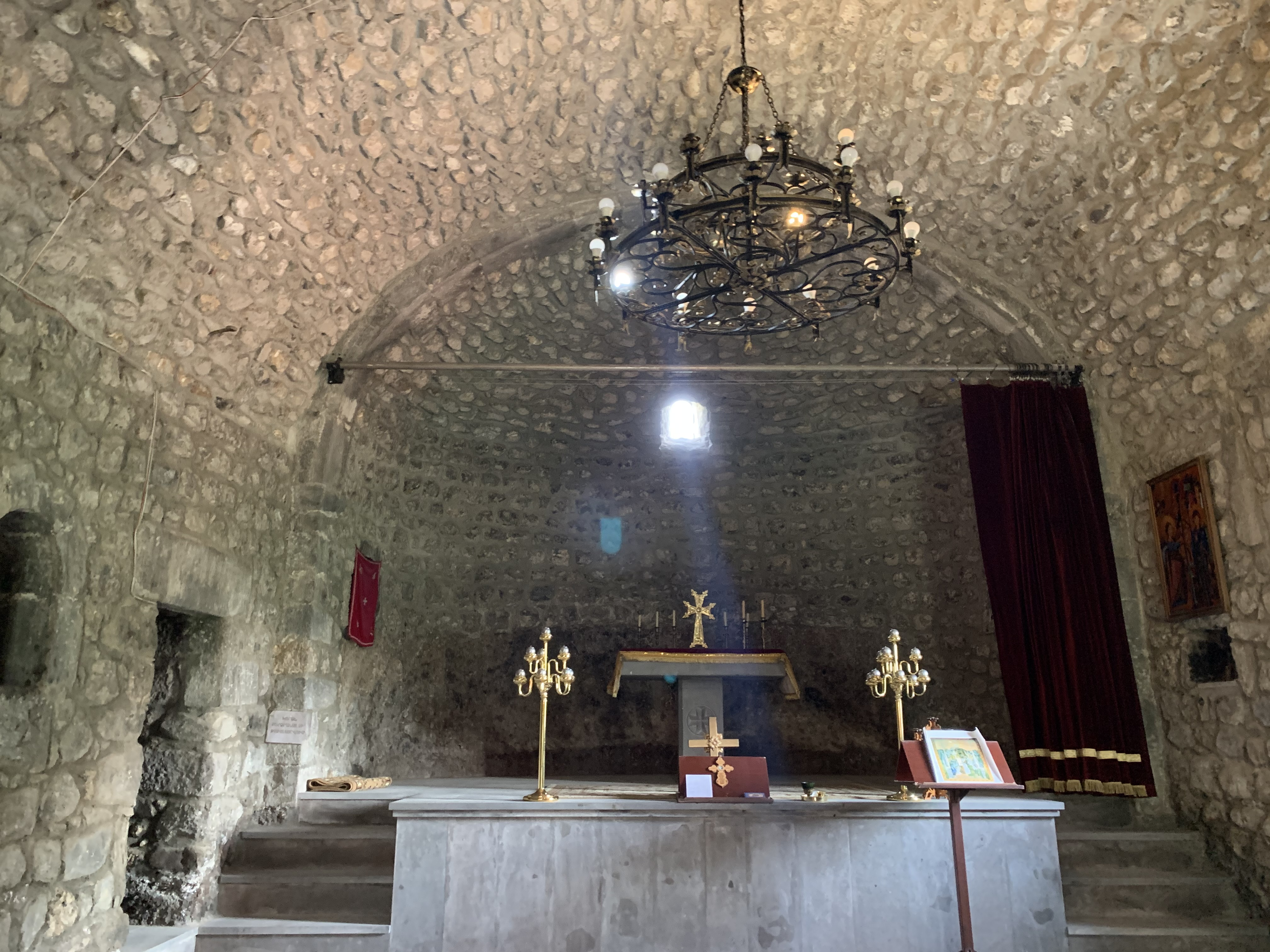
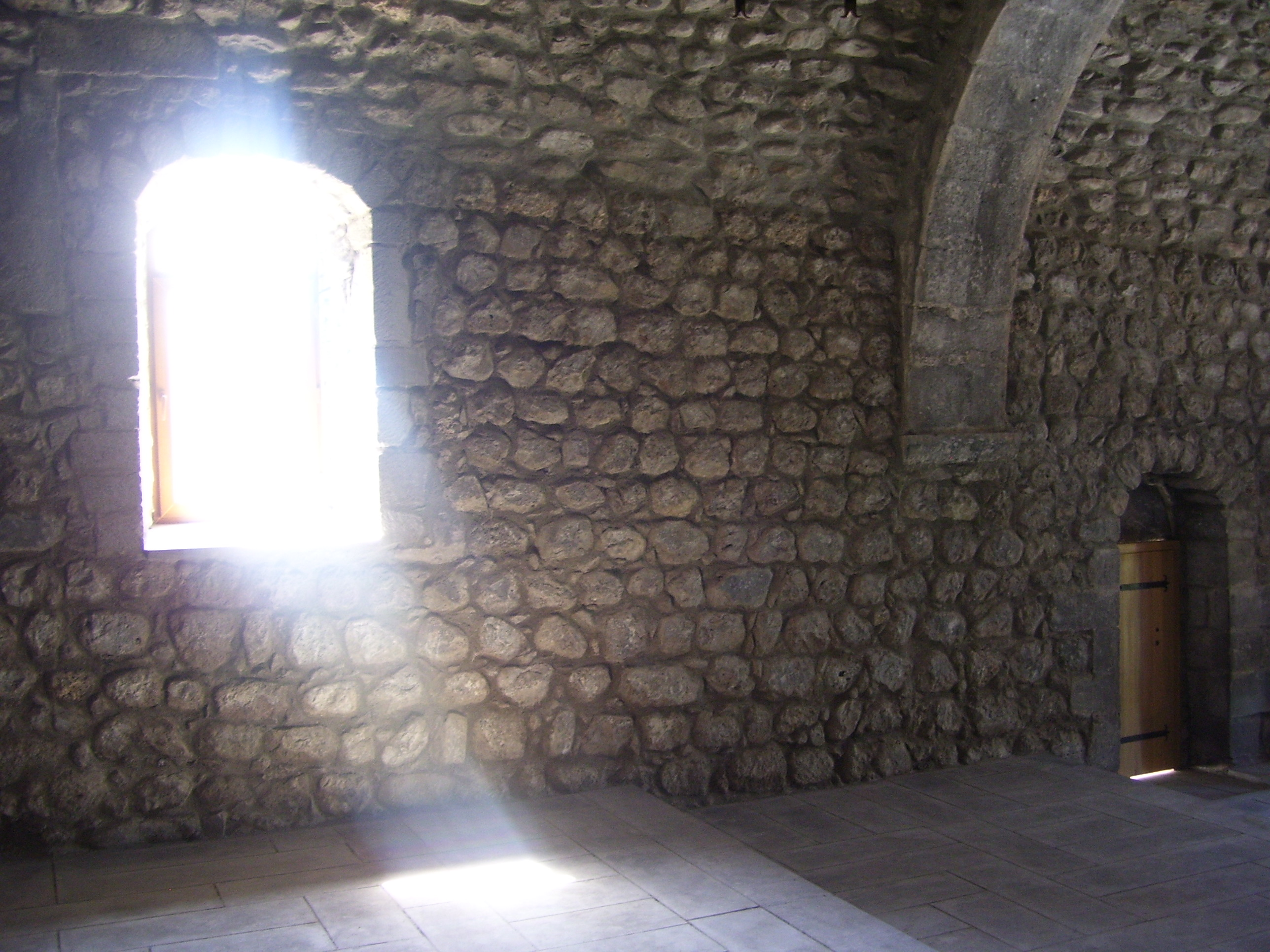